# شابی‌یر الوریاگا
شابی‌یر الوریاگا (کاتالونیایی: Xabier Elorriaga؛ زادهٔ ۱ آوریل ۱۹۴۴) بازیگر، کارگردان تلویزیونی و نویسنده اهل اسپانیا است.
او برندهٔ ۲ جایزهٔ حلقه نویسندگان سینمایی شد: در سال ۱۹۷۶ برنده جایزه بهترین بازیگر نقش اول مرد از برای نقش‌آفرینی در فیلم شهر سوخته و سپس در سال ۱۹۷۷ جایزه بهترین بازیگر نقش مکمل مرد برای فیلم به‌سوی خدای ناشناخته
از فیلم‌ها یا برنامه‌های تلویزیونی که وی در آن نقش داشته است، می‌توان به دایه عزیز، تز و شهر سوخته اشاره کرد.